# Wahlen zum Expertenrat des Iran 1998
Die Wahlen zum Expertenrat des Iran 1998 fanden am 23. Oktober 1998 statt und waren die ersten Wahlen zum „Expertenrat der Führung“ nach dem Wahlsieg des reformorientierten Mohammad Chatami bei den iranischen Präsidentschaftswahlen 1997. Der Wächterrat ließ nur etwa 1/3 aller Kandidaten zur Wahl zu; die Wahlbeteiligung war niedrig, obwohl die Reformer zur Teilnahme an der Wahl aufgerufen hatten.

## Ergebnis
|                               | Stimmen    | Anteil in % |
| ----------------------------- | ---------- | ----------- |
| Wahlberechtigte               | 38.570.597 | 100         |
| Wähler                        | 17.857.869 | 46,29       |
| registrierte Kandidaten       | 396        | 100         |
| zugelassene Kandidaten        | 146        | 36,86       |
| gewählte männliche Kandidaten | 86         |             |